# پارادایم برنامه‌نویسی

پارادایم‌های برنامه‌نویسی (به انگلیسی: Programming Paradigms)، روش‌های دسته‌بندی زبان‌های برنامه‌نویسی براساس ویژگی‌هایشان است. زبان‌ها را می‌توان به چندین پارادایم دسته‌بندی نمود.
دغدغه اصلی برخی از پارادایم‌ها عمدتاً مربوط به پیامدهای مدل اجرایی زبان است، همچون این که آیا اثرات جانبی مجاز باشند یا آیا دنباله ای از عملیات توسط مدل اجرایی تعریف شده‌است یا خیر. پارادایم‌های دیگر عمدتاً با راه‌های سازماندهی کد چون دسته‌بندی یک کد به واحدهای مختلف و تغییرات کد بر روی هر کدام از این واحدها می‌پردازند. پارادایم‌های دیگری نیز وجود دارند که عمدتاً دغدغه‌ آنها سبک، نحو و گرامر زبان هاست.
پارادایم‌های برنامه‌نویسی نه تنها بر ساختار و اجرای کد تأثیر می‌گذارند، بلکه رویکرد توسعه‌دهندگان در حل مسائل و طراحی نرم‌افزار را نیز شکل می‌دهند. برای مثال، پارادایم برنامه‌نویسی شی‌گرا (OOP) بر مفاهیمی مانند کلاس، شیء، وراثت و چندریختی تأکید دارد و به توسعه‌دهندگان کمک می‌کند تا سیستم‌های پیچیده را به بخش‌های کوچک‌تر و مدیریت‌پذیر تقسیم کنند. از سوی دیگر، پارادایم برنامه‌نویسی تابعی (Functional Programming) با تمرکز بر توابع خالص و عدم تغییرپذیری داده‌ها، امکان نوشتن کدهایی با قابلیت اطمینان بالا و خطای کمتر را فراهم می‌کند. انتخاب پارادایم مناسب به نیازهای پروژه، مقیاس‌پذیری و ترجیحات تیم توسعه بستگی دارد و درک عمیق این مفاهیم به برنامه‌نویسان کمک می‌کند تا ابزارهای مناسبی برای حل مسائل پیچیده انتخاب کنند.
پارادایم‌های برنامه‌نویسی رایج شامل این مواردند:
- دستوری که در آن برنامه‌نویس به ماشین دستور می‌دهد که چگونه حالت خود را تغییر دهد،
  - برنامه نویسی پردازش موازی
  - رویه‌ای، که در آن دستورها را به رویه‌ها گروه‌بندی می‌کند.
  - شیء گرا، که در آن دستورها را با بخشی از حالتی که بر روی آن عمل می‌کند، گروه‌بندی می‌کند.
- اعلانی، که در آن برنامه‌نویس صرفاً خواص مربوط به نتایج مطلوبش را اعلان می‌کند، نه چگونگی محاسباتش را.
  - تابعی، که در آن نتیجه مطلوب به صورت مقدار مربوط به به‌کارگیری یک سری از توابع، اعلان می‌گردد.
  - منطقی، که در آن نتیجه مطلوب به صورت جواب به سؤالی در مورد دستگاهی از حقایق و قواعد اعلان می‌گردد.
  - ریاضیاتی، که در آن نتیجه مطلوب به صورت راه حلی از یک مسئله بهینه‌سازی اعلان می‌گردد.
  - واکنشی، که در آن نتیجه مطلوب به صورت جریان‌های داده‌ای و انتشار تغییرات اعلان می‌شود.

## مرور کلی
یک زبان برنامه‌نویسی ممکن است یک یا چند پارادایم برنامه‌نویسی را پشتیبانی نماید. برای مثال، برنامه‌های نوشته شده با سی++ می‌توانند کاملاً به صورت رویه‌ای باشند یا کاملاً منطبق بر پارادایم برنامه‌نویسی شئ‌گرا که در تضاد کامل با پارادایم رویه‌ای بوده یا حتی حاوی عناصری از هر دو پارادایم باشند. تصمیم‌گیری برای چگونگی استفاده از عناصر پارادایم‌های برنامه‌نویسی برعهده طراح برنامه یا برنامه‌نویس می‌باشد.

## نمونه‌های مهم
- برنامه‌نویسی دستوری در تضاد با برنامه‌نویسی تابعی
- برنامه‌نویسی رویه‌ای در تضاد با برنامه‌نویسی شئ‌گرا
- برنامه‌نویسی منطقی